# Tradiční ambrosiánský ritus

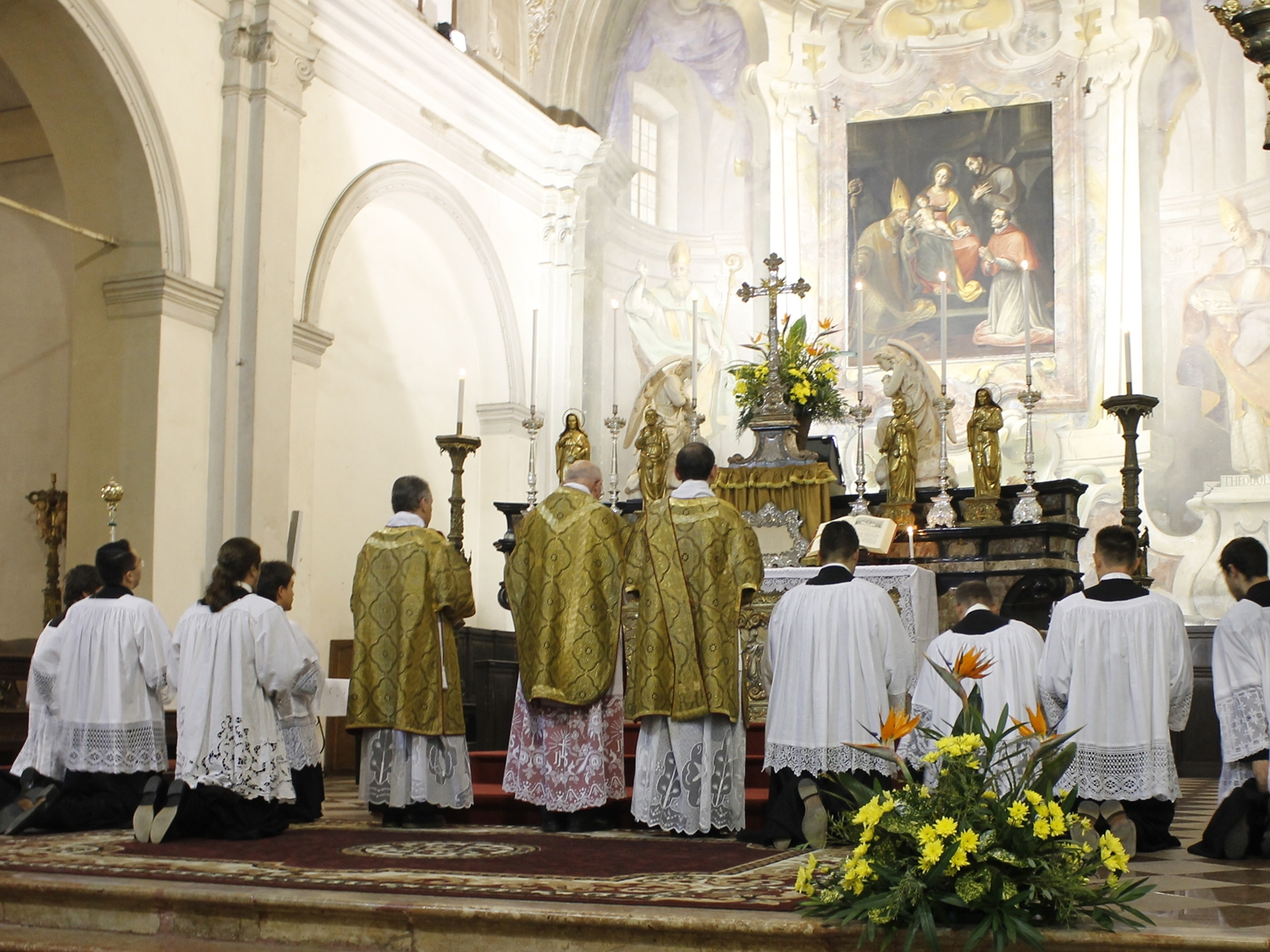
Asistovaná mše svatá v tradičním ambrosiánském ritu v Legnanu

Ambroziánský ritus je latinsko-katolický liturgický západní ritus používaný v oblasti Milána. Tradiční ambroziánský ritus je formou tohoto obřadu, jak byl používán před změnami, které následovaly po Druhém vatikánském koncilu.

## Charakteristika
V současné době se tradiční ambroziánský rituál používá hlavně o nedělích a svátcích v kostele Santa Maria della Consolazione v Miláně s použitím ambroziánského misálu z roku 1954, jak to povolil milánský arcibiskup kardinál Carlo Maria Martini dne 31. července 1985. Další slavení podle tradičního ritu o nedělích a svátcích byla povolena od 18. října 2008 ve městě Legnano. Mše tradičního ambroziánského ritu se může konat podle Motu proprio Summorum Pontificum, takže jakákoli povolení umožňující výše uvedené mše by měla být považována za zastaralá, protože taková povolení od biskupa již nejsou vyžadována. Po vydání Traditionis custodes jsou povolení v platnosti.